# Ekspresija gena
Ekspresija gena je proces kojim se informacija gena koristi za sintezu funkcionalnog genskog produkta. Ti proizvodi su često proteini. U slučajevima gena koji ne kodiraju proteine kao što su ribozomalna RNK (rRNK), tranportna RNK (tRNK) ili mala nukleusna RNK (snRNK) proizvodi su funkcionalne RNK. Proces ekspresije koriste sve životne forme - eukariote (uključujući multicelularne organizme), prokariote (bakterija i археје).
Nekoliko koraka procesa ekspresije gene je podložno modulaciji, uključujući transkripciju, RNK splajsovanje, translaciju, i posttranslacione modifikacije proteina. Genska regulacija daje ćelijama kontrolu na strukturom i funkcijom. Ona je baza ćelijske diferencijacije, morfogeneze, mnogostranosti i adaptabilnosti organizma. Regulacija gena takođe može da služi kao supstrat evolucionih promena, pošto kontrola vremena, lokacije, i količine ekspresije gena može da ima dalekosežan uticaj na funkcije gena u ćeliji ili u multićelijskom organizmu.

## Spoljašnje veze
- „Genes & Gene Expression”. The Virtual Library of Biochemistry and Cell Biology. BioChemWeb.org. 04. 12. 2005. Архивирано из оригинала 23. 11. 2012. г. Приступљено 7. 5. 2012.
- John Kryk (28. 5. 2008). „DNA makes RNA”. Архивирано из оригинала 14. 05. 2019. г. Приступљено 07. 05. 2012.
- „Advancing Gene Expression Studies”. Genetic Engineering & Biotechnology News. Mary Ann Liebert, Inc. 01. 08. 2008. Архивирано из оригинала 21. 12. 2008. г. Приступљено 07. 05. 2012.
- „Optimizing Transient Gene Expression”. Genetic Engineering & Biotechnology News. Mary Ann Liebert, Inc. 01. 03. 2008. Архивирано из оригинала 21. 12. 2008. г. Приступљено 07. 05. 2012.